# Niassa (província)
A província do Niassa é uma subdivisão de Moçambique, situada no extremo noroeste do país. Tem capital na cidade de Lichinga. É a maior província de Moçambique em termos de área — 129 056  km² — e, de acordo com os resultados preliminares do censo de 2017, uma das menos povoadas — 1 865 976 habitantes.
A província está dividida em 16 distritos e possui, desde 2022, seis municípios.
Em língua cinianja, "niassa" significa "lago".

## Localização
A província do Niassa está localizada na região norte de Moçambique, e tem fronteira, a norte com a Tanzânia, a sul com as províncias de Nampula e Zambézia, com a província de Cabo Delgado a este e a oeste com o Malawi, com o qual também divide o Lago Niassa, um dos Grandes Lagos Africanos.

## Demografia
Os grupos étnicos mais representados nesta província são macua, ajaua e nianja, sendo que as respectivas línguas maternas são faladas por 43,6%, 37,2% e 10.0% da população.

### População
De acordo com os resultados finais do Censo de 2017, a província tem 1 713 751 habitantes numa área de 129 056km², e, portanto, uma densidade populacional de 13,3 habitantes por km², a menor entre as províncias do país. Quanto ao género, 51,4% da população era do sexo feminino e 48,6% do sexo masculino.
O valor de 2017 representa um aumento de 500 353 habitantes ou 41,2% em relação aos 1 213 398 residentes registados no censo de 2007.
| 1980    | 1997    | 2007      | 2017      |
| 507 816 | 756 287 | 1 213 398 | 1 713 751 |

Lichinga, a capital da província, possuía uma população de 242 204, segundo o Censo de 2017.

## História
O território da actual província foi administrado entre 1890 e 1929 (e juntamente com o território da actual província de Cabo Delgado) pela Companhia do Niassa. A província foi formada a partir do distrito do Niassa do período colonial
No período colonial foi construído um ramal de caminho de ferro até Vila Cabral, como se chamava nessa altura a capital do então distrito do Niassa e, já nos últimos anos, como forma de apoio à guerra colonial, uma estrada alcatroada com cerca de 40 km. O colonato que se tinha instalado na então Nova Madeira era formado por agricultores pobres, que pouco contribuíram para o desenvolvimento da região.[carece de fontes?]
Depois da Independência Nacional, em 1975, foi feito algum esforço para "recolonizar" a província, especialmente com a denominada Operação Produção que levou milhares de pessoas para os campos da província, mas sem o sucesso desejado.  Na década de 1990, foi inclusivamente firmado um acordo entre os governos de Moçambique e da África do Sul o programa MOSAGRIUS, que previa o financiamento para a instalação de farmeiros boers no Niassa, permitindo assim a reforma agrária naquele país. No entanto, a guerra dos 16 anos que muito afectou a província, impediu um real desenvolvimento.
A seguir ao Acordo Geral de Paz, em 1992, houve algumas iniciativas importantes, nomeadamente a concessão da Reserva do Niassa a uma empresa privada, a instalação duma Faculdade de Agronomia da Universidade Católica de Moçambique em Cuamba, a maior cidade da província. Neste momento, a rede viária, apesar de rudimentar, já permite a ligação efectiva entre os vários distritos.

## Governo

### Administradores provinciais
Até 2020 a província era dirigida por um governador provincial nomeado pelo Presidente da República. No seguimento da revisão constitucional de 2018 e da nova legislação sobre descentralização de 2018 e 2019, o governador provincial passou a ser eleito pelo voto popular, e o governo central passou a ser representado pelo Secretário de Estado na província, que é nomeado e empossado pelo Presidente da República.

#### Governadores nomeados
- (1976-1983) Aurélio Benete Manave[12][13]
- (1983-1984) Sérgio Vieira[14]
- (1984-1987) Mariano Matsinha[15]
- (1987-1995) Júlio Almoço Nchola (ou N'Tchola)[16]
- (1995-2000) Aires Ali[17]
- (2000-2005) David Simango[18]
- (2005-2010) Arnaldo Bimbe[19]
- (2010-2014) David Ngoane Malizane[20]
- (2015-2018) Arlindo da Costa Chilundo[21]
- (2018-2020) Francisca Domingos Tomás[22][23]

#### Governadores eleitos
- (2020-) Elina Judite Massengele.[24] Eleita pelo Partido Frelimo

#### Secretários de estado
- (2020-2023) Dinis Chambiuane Vilanculo[25]
- (2023-2025) Lina Maria da Silva Portugal[26]
- (2025-) Silva Fernando Livone[27]

## Economia
A província tem uma abundância de recursos minerais ainda não devidamente explorados, especialmente ouro, carvão, mármores, granitos vermelhos e pedras semipreciosas.
Na vertente da natureza, destaca-se a costa mais alcantilada do Lago Niassa onde, neste momento, se está a tentar desenvolver o turismo.

### Principais produtos
- Algodão
- Milho
- Sorgo
- Madeiras
- Pedras semipreciosas

## Subdivisões da província

### Distritos
A província do Niassa está dividida em 16, os 15 distritos já existentes quando foi realizado o censo de 2007, mais o distrito de Lichinga, estabelecido em 2013 para administrar as competências do governo central, e que coincide territorialmente com o município do mesmo nome, e o distrito de Chimbonila, que é o novo nome do antigo distrito de Lichinga:
- Chimbonila
- Cuamba
- Lago
- Lichinga
- Majune
- Mandimba
- Marrupa
- Maúa
- Mavago
- Mecanhelas
- Mecula
- Metarica
- Muembe
- N'gauma
- Nipepe
- Sanga

### Municípios
Esta província possui, desde 2022, seis municípios:
- Cuamba (cidade)
- Insaca (vila)
- Lichinga (cidade)
- Mandimba (vila)
- Marrupa (vila)
- Metangula (vila)

De notar que a vila de Marrupa se tornou município em 2008, a de Mandimba em 2013 e a de Insaca em 2022.